# هتل بیمارستان
واژه شناسی:
هتل ∗ از واژۀ فرانسوی hôtel گرفته شده‌است که خود برگرفته از hôte به معنای میزبان است. hôtel در فرانسه اشاره به ساختمانی می‌کند که بازدید ‌کنندهٔ بسیاری داشته باشد. اما با ورود این واژه به زبان انگلیسی و سپس گسترش آن به سایر زبان‌ها، معنای کاربردی هتل دگرگون شده و امروزه به نوع خاصی از مکان‌های اقامتی برای مسافران گفته می‌شود.
بیمارستان یا به فارسی افغانستان شفاخانه نهادی است برای تیمارداری و درمان بیماران که در آن انجام مراقبت و درمان از سوی پزشکان،  جراحان، پرستاران، متخصصان و دیگر افراد انجام می‌گیرد.
در قدیم به بیمارستان، مریضخانه و شفاخانه هم گفته می‌شد. در منابع قدیم فارسی از واژه‌هایی چون دارالشفا و بیت‌الادویه نیز برای نامگذاری بیمارستان استفاده می‌شده‌است.
هتل بیمارستان یک موضوع به نسبت جدید در معماری به‌شمار می‌آید که با توجه به امکانات و خدماتی که می‌تواند به مردم ارائه دهد، نیاز آن در معماری بین‌الملل احساس می‌شود. هتل بیمارستان می‌تواند امکان همراهی افراد خانواده و خویشاوندان و اقامت آن‌ها در کنار بیمار را به عنوان عامل مثبتی در روند بیماری و تسریع بهبودی بیمار فراهم نماید. این امکان با توجه به طراحی ویژه بیمارستان، الگوبرداری از معماری هتل‌ها و ... میسر می‌گردد.  
مبرهن است، احساس راحتی که اقامت در هتل به بیماران می‌دهد، اقامت در بیمارستان نمی‌تواند ایجاد کند. در این راستا طراحان بیمارستان می‌توانند از طراحان هتل نکات بسیاری بیاموزند. به عنوان مثال، طراحی بیمارستان می‌تواند از طبیعت و رنگ‌ها الهام بگیرد یا به سمت مدیریت اطلاعات میل کند.
افزون بر آن، هتل بیمارستان قادر به ارائهٔ خدمات درمانی بالینی نیز می‌باشد، و بیماران می‌توانند دوران نقاهت را در آن طی کنند. با توجه به هزینهٔ بالای تخت‌های بیمارستانی، این موضوع افزون بر صرفه‌جویی در هزینه‌های بیمار، می‌تواند کمبود تخت‌های بیمارستانی را نیز جبران نماید.
واقعیت آن است که با یک طراحی هوشمندانه نه تنها می‌توان به درمان با کیفیت بالاتر کمک نمود، بلکه می‌توان بیمارستان‌هایی با هزینه‌های کمتر ساخت، جراحی و درمان ایجاد کرد.
اتاق‌های خصوصی با اندازهٔ مناسب نه تنها خطر عفونت را کاهش می دهند، بلکه فضای ساکت مورد نیاز درمان و بهبودی بیمار را نیز فراهم می‌کنند. در نظر گرفتن ناحیه‌ای برای خانواده ∗ در درون اتاق‌ها، موجب می‌شود که اعضای خانواده بتوانند در تمام طول درمان بیمار، بدون تداخل در کار پرستارها و سایر تیم درمان، با بیمار همراه باشند. همراهی خانواده می‌تواند در بهبود ایمنی بیمار نقش داشته باشد. 